# پای‌لیدیز

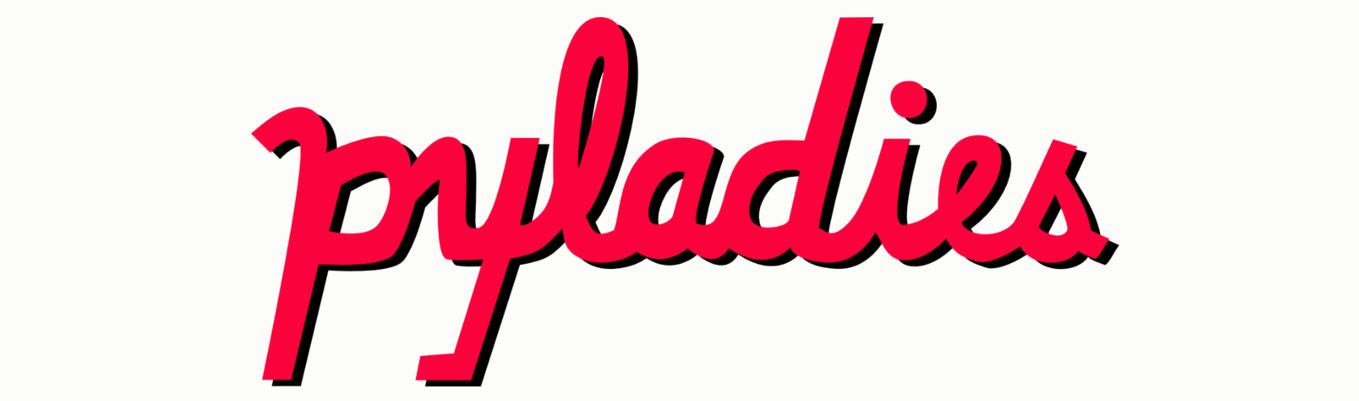
لوگوی پای‌لیدیز

پای‌لیدیز (به انگلیسی: Pyladies) یک گروه مربیگری بین‌المللی است که بر کمک به زنان بیشتر برای مشارکت فعال در جامعه منبع باز پایتون تمرکز دارد. این بخشی از بنیاد نرم‌افزار پایتون است. فعالیت این گروه در سال ۲۰۱۱ در لس آنجلس آغاز شد. مأموریت این گروه ایجاد یک جامعه متنوع پایتون از طریق اطلاع رسانی، آموزش، کنفرانس‌ها و گردهمایی‌های اجتماعی است. پای‌لیدیز همچنین بودجه ای را برای حضور زنان در کنفرانس‌های منبع باز فراهم می‌کند. هدف پای‌لیدیز افزایش مشارکت زنان در محاسبات است. پای‌لیدیز با تأسیس بخش واشینگتن دی سی در اوت ۲۰۱۱ به یک سازمان چند بخشی تبدیل شد. این گروه در حال حاضر بیش از ۴۰ بخش در سراسر جهان دارد.

## تاریخچه
این سازمان در آوریل ۲۰۱۱ در لس آنجلس توسط هفت زن ایجاد شد: آدری روی گرینفلد، کریستین چونگ، استر نام، جسیکا ونتیکینکو (استنتون در آن زمان)، کاترین جارمول، سندی استرانگ، و سوفیا ویکلوند. در حدود سال ۲۰۱۲، این سازمان برای وضعیت غیرانتفاعی اقدام کرد.
پای‌لیدیز امروز بیش از ۱۰۰ بخش دارد.

## درباره

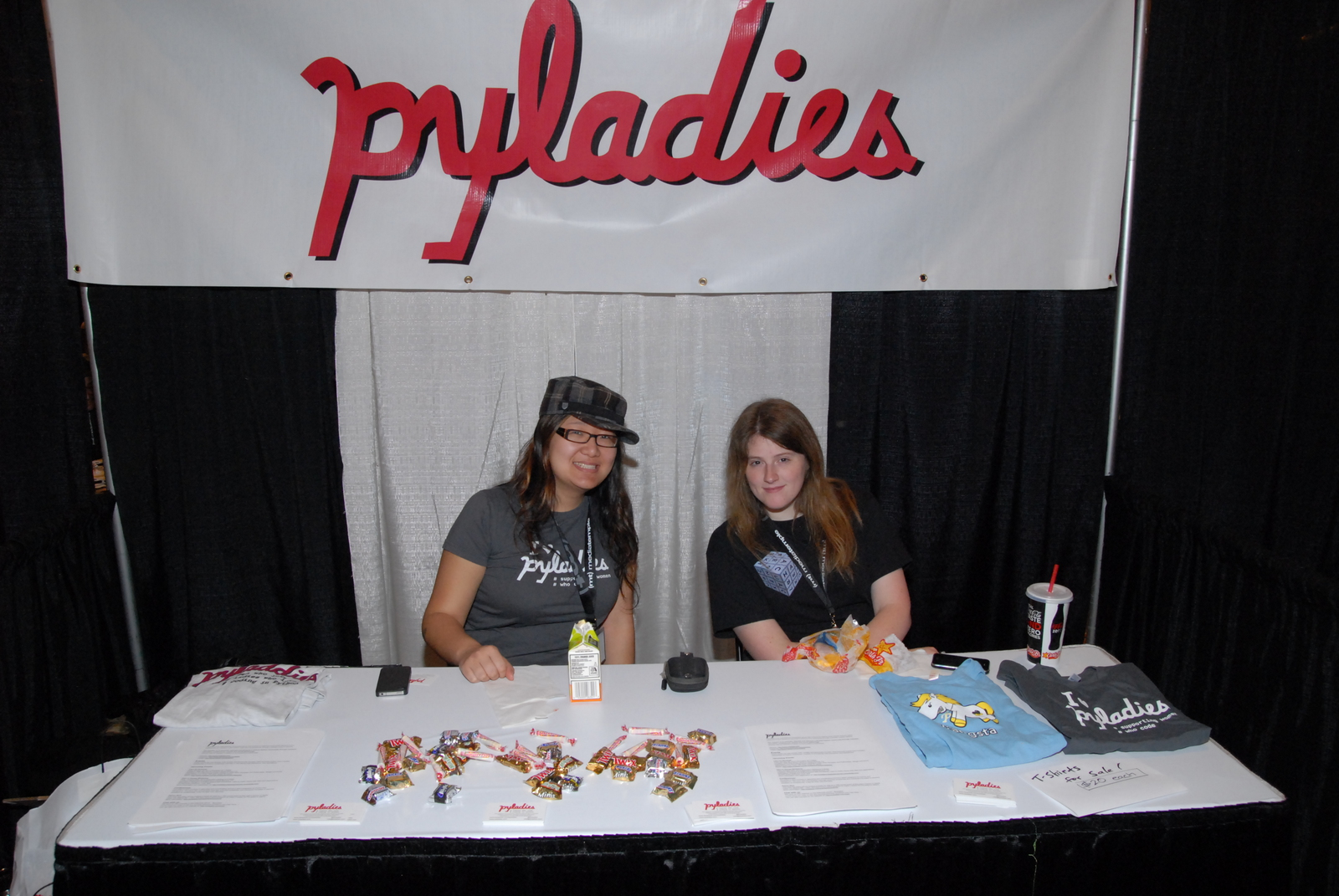
مربیان پای‌لیدیز

پای‌لیدیز رویدادهایی را برای کاربران مبتدی و با تجربه برگزار کرده‌است. پای‌لیدیز هکاتون‌ها، شب‌های اجتماعی و کارگاه‌های آموزشی برای علاقه مندان به پایتون برگزار کرده‌است.
هر بخش آزاد است تا زمانی که بر هدف توانمندسازی زنان و سایر جنسیت‌های به حاشیه رانده شده در فناوری متمرکز باشد، هر طور که می‌خواهند، خودشان را اجرا کنند. زنان اکثریت گروه را تشکیل می‌دهند، اما عضویت به زنان محدود نمی‌شود و گروه برای کمک به افرادی که هویت‌های جنسیتی دیگر را شناسایی می‌کنند نیز باز است.